# Appamiut
Appamiut [ˈapːamiut] (nach alter Rechtschreibung Agpamiut) ist eine wüst gefallene grönländische Siedlung im Distrikt Maniitsoq in der Qeqqata Kommunia.

## Lage
Appamiut liegt an der Südküste einer großen Halbinsel an der Meerenge Tunu (Hamborgersund). 20 km nordnordwestlich befindet sich Kangaamiut und 30 km südsüdöstlich der Distrikthauptort Maniitsoq.

## Geschichte
Bereits im 18. Jahrhundert wurde berichtet, dass in Appamiut zahlreiche Ruinen zu finden sind, die von einer frühen Besiedelung zeugen. 1904 fand man in einer der Ruinen eine Medaille, die 1503 zu Ehren des Siegs des spanischen Generals Gonzalo Fernández de Córdoba y Aguilar über Frankreich in Cerignola geprägt worden war. Sie muss während der Walfängerzeit als Tauschware in einen Inuithaushalt gelangt sein. Ab 1911 gehörte Appamiut zur Gemeinde Kangaamiut.
1918 lebten 58 Einwohner im Ort, die in acht Häusern lebten. Unter den Bewohnern waren fünf Jäger und drei Fischer. Sie lebten vor allem von der Robben- und Rentierjagd, aber einer der Jäger war nebenbei auch Viehzüchter. Sein Stall war 20 m² groß und war als Torfmauerhaus gebaut. In ihm hielt er acht Schafe, zehn Ziegen und eine Färse. Einige weitere Tiere waren im harten Winter zuvor umgekommen.
1922 wurde ein Speckhaus errichtet und 1923 eine Schulkapelle. 1945 lebten bereits 109 Menschen in Appamiut. Ab 1950 gehörte Appamiut zur neuen Gemeinde Maniitsoq. 1950 lebten nur noch 81 Personen in Appamiut und 1960 noch 17. 1961 verließen die letzten Bewohner den Wohnplatz.

## Söhne und Töchter
- Karla Jessen Williamson (* 1954), grönländisch-kanadische Anthropologin